# Новопесчаное (Новосибирская область)
Новопесчаное — село в Чистоозёрном районе Новосибирской области. Входит в состав Новопесчанского сельсовета.

## География
Площадь села — 142 гектаров.

## Население
| 2002 | 2007 | 2010 |
| ---- | ---- | ---- |
| 540  | ↗543 | ↘420 |

## Инфраструктура
В селе по данным на 2007 год функционируют 1 учреждение здравоохранения и 2 учреждения образования.